# Canthidium subdopuncticolle
Canthidium subdopuncticolle är en skalbaggsart som beskrevs av Henry Fuller Howden och Young 1981. Canthidium subdopuncticolle ingår i släktet Canthidium och familjen bladhorningar. Inga underarter finns listade.